# Max von der Porten
Max von der Porten (* 12. April 1879 in Hamburg; † 6. September 1943 in New York City) war ein deutscher Industrieller.

## Prokurist und Kriegsdienst
Als Sohn des Teilhabers der Firma Von der Porten & Frank besuchte er die Realschule in Hamburg und nahm danach eine Lehre als Kaufmann bei der Norddeutschen Affinerie auf. Im Jahre 1909 erlangte er die Position als Prokurist bei der Otavi Minen- und Eisenbahn-Gesellschaft in Berlin. Zwei Jahre später, am 11. Dezember 1911, wurde er zum stellvertretenden und im folgenden Jahr zum ordentlichen Mitglied des Vorstandes ernannt. Später wechselte er in den Verwaltungsrat der Firma.
Mit dem Beginn des Ersten Weltkriegs wurde er in das Preußische Kriegsministerium versetzt, wo er sich als Referent im Bereich der Metallwirtschaft betätigte. Weiterhin wurde er als Staatskommissar in der Kriegsmetall AG, einer Bewirtschaftungsstelle für kriegswichtige Metalle, eingesetzt. Im Jahre 1920 erlangte er die Position eines Generaldirektors der Vereinigten Aluminium Werke AG (VAW). Ein Jahr danach ernannte ihn die TH Braunschweig zum Dr.-Ing. e. h. Politisch orientierte er sich nationalliberal und wurde Mitglied der Deutschen Volkspartei (DVP). In Berlin wohnte er in Berlin-Charlottenburg in der Schlüterstr. 38.

## Danat-Bank
Als 1931 die Darmstädter und Nationalbank (Danat-Bank) in der Deutschen Bankenkrise zusammenbrach, wollte der Reichsbankpräsident Hans Luther die Bank mit der Reichs-Kredit-Gesellschaft AG (RKG) zusammenschließen. Luther erhielt für diesen Plan die Unterstützung des Finanzdirektors der I.G. Farben, Hermann Schmitz. Porten war zu dieser Zeit stellvertretender Aufsichtsratsvorsitzender der RKG. Zusammen mit dem Mitglied des Vorstandes der RKG, Otto Christian Fischer, und Samuel Ritscher von der VIAG wandte er sich gegen diesen Plan Luthers und verhinderte so den Zusammenschluss.

## Gelsenberg-Affäre
Im Rahmen der Gelsenberg-Affäre kam es am 25. Januar 1932 zu einer Besprechung, an der neben Porten Friedrich Flick und Albert Vögler teilnahmen. Dabei unterbreitete Flick den Vorschlag, die im Jahre 1864 in Niederschelden gegründete Charlottenhütte AG mit den Mitteldeutschen Stahlwerken AG zusammenzuschließen. Das lehnte Porten als unseriös ab, da man nicht das wirtschaftliche Ende der Charlottenhütte in der Öffentlichkeit verbreiten und andererseits einen in Aktien bewerteten Zusammenschluss realisieren könne. In weiteren Verhandlungen legten Flick und Vögler ein Angebot von Fritz Thyssen vor. Porten konnte in weiteren Analysen herausfinden, dass die vorgeschlagene Transaktion dazu geführt hätte, dass die Mehrheit des Aktienkapitals der Gelsenkirchener Bergwerks-AG (GBAG) in den Besitz belgischer und französischer Firmen übergegangen wäre.
Porten informierte daraufhin den Reichsfinanzminister Hermann Dietrich über die Gefahren, die damit für die deutsche Rüstungswirtschaft entstehen könnten. Reichskanzler Franz von Papen und Dietrich stimmten unter diesen Gesichtspunkten der Absicht zu, dass Porten die folgenden Verhandlungen über den Kauf der Mehrheit der GBAG führen sollte.

## Türkei und USA
Nach der Machtergreifung der Nationalsozialisten ging Porten in die Türkei, wo er von 1934 bis 1939 in Ankara als Finanzberater am Aufbau der türkischen Industrie mitwirkte. Am 20. Dezember 1940 meldete der Christian Science Monitor in den USA, dass Porten um den ständigen Aufenthalt in den USA nachgesucht habe. In New York starb er drei Jahre später am 6. September 1943.

## Mitgliedschaft
- Kartellgericht
- Reichswirtschaftsgericht
- Aufsichtsrat der AG für Bergbau, Blei- und Zinkfabrikation zu Stollberg und in Westfalen, Aachen
- Aufsichtsrat Deutsche Gold- und Silber-Scheideanstalt, Frankfurt/Main
- Aufsichtsrat Bamag-Meguin AG, Berlin
- Aufsichtsrat Elektrowerke AG, Berlin
- Aufsichtsrat Gesellschaft für elektrische Unternehmungen – Ludwig Loewe & Co. AG, Berlin
- Aufsichtsrat Hirsch Kupfer- und Messingwerke AG, Berlin
- Aufsichtsrat Innwerk, Bayerische Aluminium AG, München
- Aufsichtsrat Mansfeld AG für Bergbau und Hüttenbetrieb, Eisleben
- Aufsichtsrat Metallgesellschaft AG, Frankfurt/Main
- Aufsichtsrat Rheinisch-Westfälische Elektrizitätswerke AG, Essen
- Aufsichtsrat S.A.T. Cuivre d’Arghana, Konstantinopel
- Verwaltungsrat Otavi Minen- und Eisenbahngesellschaft, Berlin
- Walther Rathenau Gesellschaft
- Grubenvorstand der Gewerkschaft der Steinkohlenzeche Mont-Cenis, Herne
- Zulassungsstelle der Börse, Berlin
- Deutsche Gesellschaft für Metallkunde
- Kaiser-Wilhelm Institut

## Vorsitz bzw. stellvertretender Vorsitz
- Gesamtausschuss zur Wahrung der Interessen der deutschen Metallwirtschaft
- Aufsichtsrat Berg-Heckmann-Selve AG, Altena (Westfalen)
- Aufsichtsrat Erftwerk AG, Grevenbroich
- Aufsichtsrat Rheinische Blattmetall AG, Grevenbroich
- Aufsichtsrat Rheinische Metallwaren- und Maschinenfabrik, Düsseldorf
- Aufsichtsrat Triebwagen AG, Kiel
- Beirat Süddeutsche Metallwarenfabrik KG, Mußbach (Pfalz)
- Aufsichtsrat Deutsche Werke AG, Kiel
- Reichskredit-Gesellschaft, Berlin
- Vereinigte Industrie-Unternehmen AG, Berlin
- Eisenwerk-Gesellschaft Maximilianshütte, Rosenberg

## Präsident bzw. Vizepräsident
- Verwaltungsrat Bauxit Trust AG, Zürich
- Verwaltungsrat Societa Anonima per l’Escavo e lIndustria di Minerali d’Alluminio, Triest